# 칼 구스타프 브랑엘
칼 구스타프 브랑엘(스웨덴어: Carl Gustaf Wrangel, 1613년 12월 23일 ~ 1676년 7월 5일)은 스웨덴의 귀족이자 30년 전쟁, 제2차 북방 전쟁, 스코네 전쟁에서 활약한 뛰어난 군인이었다. 발트 해 독일인으로써, 그는 1646년부터 독일 내에서 스웨덴군의 사령관직을 맡았고, 1657년부터 스웨덴의 제독이 되었다. 브랑엘은 스웨덴령 포메라니아의 총독으로 지냈으며 1664년부터 스웨덴 의회의 주요 인원으로 참석했다. 1658년 브랑엘은 우플란드에서 최고 재판관이었으며, 그라이프스발트 대학교의 고문관이 되었다. 그의 이름을 따 브랑겔스부르크라는 도시가 여전히 남아 있다. 그는 칼 10세 구스타브의 절친이기도 했다.

## 생애

### 크리스티나 여왕
20세가 되던 해, 칼 구스타프 브랑엘은 30년 전쟁에서 두각을 나타냈다. 3년 후 그는 소령에서 1638년 중령으로 진급하며 독일에서 복무하고 있었다. 1644년 토르스텐손 전쟁 동안 그는 10월 23일 덴마크-노르웨이의 해군을 페흐마른에서 격파하기도 했다. 이후 1646년 그는 독일로 돌아와 렌나르트 토르스텐손의 뒤를 이어 독일 주둔 스웨덴군의 총사령관이 되었다. 브랑엘과 튀렌 자작의 프랑스-스웨덴 연합군은 바이에른과 뷔르템베르크로 진격해 승리를 거두었다. 1648년 30년 전쟁 종결 이후 그는 스웨덴령 포메라니아의 총독이 되었다. 크리스티나 여왕은 그에게 살미의 백작이라는 작위를 하사했다.

### 칼 10세 구스타브
크리스티나 여왕의 폐위 직전, 브랑엘은 칼 10세 구스타브의 절친이자 진정한 조언가로 일했다. 브랑엘과 구스타브 왕자는 1642년 라이프치히 전투가 벌어지기 2주 전에 만난 바가 있으며, 브랑엘의 장녀가 포위전을 보고 있을 때 태어나자, 구스타브 왕자는 그녀의 대부가 되어주었다. 칼 10세 구스타브는 브랑엘은 루덴호프의 백작으로 임명했다.

브랑엘의 아내 안나 마그가레타

1652년 브랑엘이 말 안장에 앉아 있는 모습

1655년 제2차 북방 전쟁이 발발하자 브랑엘은 함대를 이끌었으나 1656년 그는 다시 육군으로 복무하며 프리드리히 빌헬름 1세와 함께 바르샤바 전투에서 폴란드군에 맞서 싸웠다. 1657년 그는 유틀란트를 침공해 1년 후 크론보그 섬을 점령했다. 칼 10세 구스타브는 전쟁이 끝날 무렵 사망했고, 브랑엘은 애도를 표하는 곡을 만든 후 장례식에 참여했다. 1660년 그는 그라이프스발트 대학교의 담당관이 되었고, 이 무렵 그는 우플란드의 최고 재판관이 되어 있었다.

### 칼 11세
1664년 브랑엘은 스웨덴 왕국의 최고 귀족 중 1명이 되어 스웨덴의 주요 의회에 참석할 수 있게 되었다. 브레멘 전투에서 그는 스웨덴 왕가에 브레멘을 바치려고 했으나 이것은 성공적이지 못했다. 1666년 11월 15일 그는 강제적으로 평화 조약을 체결하게 되었다. 스코네 전쟁에서 브랑엘은 건강 악화로 지휘를 비효율적으로 했으며 그의 배다른 형인 발데마르 브랑엘에게 도움을 요청했다.

### 지병과 사망
브랑엘이 입은 고난과 부상은 건강하지 못한 식습관과 결부되어 브랑엘이 그의 생애 대부분에 있어서 만성적인 질병을 앓게 하는데 영향을 주었다. 그는 1651년 벨기에의 스파를 비롯한 여러 건강 휴양지를 찾아 떠났다. 특히 1652년 7월 바트슈발바흐(Bad Schwalbach)와 1668년 여름 바트피르몬트(Bad Pyrmont) 등은 그가 다닌 유명한 휴양지였지만 완벽히 회복되지는 못했다. 1674년 그는 2차례의 뇌졸중으로 인해 스코네 전쟁에서 스웨덴군을 이끄는 그의 임무를 완수하는 것에 어려움을 주었다.
이후 1676년 7월 5일, 브랑엘은 뤼겐 섬의 스파이커 성에서 사망했다. 그의 몸은 슈트랄준트로 이동해 1678년 포위전이 이어질 때까지 그곳에 묻혔다. 전투 이후 도시는 폴란드-리투아니아 연방과 프로이센 공국군에 의해 함락되었지만, 덴마크 왕과 브란덴부르크 선제후는 브랑엘의 시신을 스톡홀름으로 옮기는데 동의했다. 1680년 12월 1일 그의 시신은 브랑엘 가문의 묘역인 스코크로스터에 묻혔다.